# التفاعلات الدولية على التدخل العسكري في ليبيا عام 2011
التفاعلات الدولية للتدخل العسكري لعام 2011 في ليبيا كانت ردود الفعل على التدخل العسكري في ليبيا من قبل الناتو والقوات المتحالفة لفرض منطقة حظر طيران. أذن التدخل بموجب قرار مجلس الأمن التابع للأمم المتحدة 1973 ، الذي تمت الموافقة عليه في نيويورك في 17 مارس ، ردا على الحرب الأهلية الليبية, وإن زعمت بعض الحكومات أن المشاركين في العملية تجاوزوا تفويضهم.
كانت الاستجابة العامة من الحكومات مقسمة بشكل عام بين المعارضة القوية والدعم المشروط للتدخل.

## على المستوى فوق الوطني
- الاتحاد الأفريقي – لجنة من المسؤولين تمثل خمس دول أعضاء — مالي وموريتانيا وجمهورية الكونغو وجنوب أفريقيا, وأوغندا — مُنعت من دخول ليبيا بعد أن صوت مجلس الأمن الدولي على إنشاء منطقة حظر طيران فوق البلاد. وطالب الفريق المخصص بإنهاء الهجمات على ليبيا على الفور.
- جامعة الدول العربية – قال الأمين العام لجامعة الدول العربية عمرو موسى في 20 مارس إن جامعة الدول العربية أرادت "حماية المدنيين وليس قصف المزيد من المدنيين"، ولكن في 21 مارس، كرر دعمه للعملية ، وهو أمر يتفق مع ما قاله في 20 مارس، بشأن الخسائر في صفوف المدنيين بسبب التدخل الأجنبي.
- مجلس التعاون لدول الخليج العربية – وقد أيد الأمين العام لدول مجلس التعاون الخليجي بقوة استخدام القوة الدولية في ليبيا في 21 مارس ، مشيدا بقوات التحالف من أجل "حماية الناس من إراقة الدماء". قطر ، الدولة العضو في مجلس التعاون الخليجي ، تنضم إلى جهود التحالف لفرض منطقة حظر الطيران
- وصفت الهيئة الحكومية الدولية المعنية بالتنمية ( IGAD ) التدخل العسكري في ليبيا بأنه دعوة مفتوحة للإرهابيين. وقالت الهيئة الحكومية الدولية المعنية بالتنمية (إيغاد): "خوفنا هو أن ما يحدث الآن في ليبيا قد يحفز الجماعات الإرهابية في الصومال وأفغانستان والعراق على إعادة التجمع على الأراضي الأفريقية."

## الحكومات

### العالم العربي
- الإمارات العربية المتحدة – كانت القوات الجوية الإماراتية ستشارك في فرض منطقة حظر الطيران,[1][2][3] ولكن الحكومة اختارت تقليص مهمتها بتقديم المساعدة الإنسانية[4] قبل تغيير موقفها وإرسال 12 طائرة مقاتلة إلى البحر الأبيض المتوسط لدعم الجهود الدولية.[5] وذكرت العربية في 20 أبريل أن الحكومة دعت إلى المزيد من الضربات الجوية ، وأصرت على أن القذافي يجب أن يغادر ليبيا ولن يفعل سلميا.[6]
- الجزائر – حركة مجتمع السلام ، حزب موالي للحكومة مرتبط بالإخوان المسلمين في الجزائر العاصمة, داعيا التحالف إلى وقف الضربات العسكرية ضد أهداف في ليبيا وحث الجامعة العربية على تأكيد "موقف واضح وصريح من جانب الشعب الليبي". - في مؤتمر صحفي بعد اجتماعه مع الرئيس عبد العزيز بوتفليقة ، قال وزير الخارجية الروسي سيرجي لافروف إن روسيا والجزائر تعارضان التدخل الدولي في ليبيا من حيث المبدأ. في 21 مارس قال وزير الخارجية الجزائري مراد مدلسي ان حكومته تعتقد ان هذا التدخل غير متناسب فيما يتعلق بالهدف الذي حدده قرار مجلس الأمن الدولي وطالب "وقف فوري للأعمال العدائية والتدخل الأجنبي." حسبما ورد رفضت الحكومة السماح لطائرات التحالف بالمرور عبر المجال الجوي الجزائري خلال العمليات في ليبيا
- السودان – ورد أن الحكومة تسمح لطائرات التحالف بالعبور عبر المجال الجوي السوداني خلال العمليات في ليبيا.[7][8]
- العراق – وأبلغ متحدث باسم الحكومة العراقية رويترز في 21 مارس أن بغداد تدعم التدخل العسكري الذي أعقب ذلك "لحماية الشعب الليبي". مع ذلك ، انتقد رجل الدين الشيعي القوي مقتدى الصدر كلا من التحرك الدولي ونظام القذافي ، قائلاً إن الحكومة في طرابلس يجب أن تتخلى عن السلطة لكنها تحذر من أن الضربات الجوية يمكن أن تتسبب في خسائر في صفوف المدنيين.
- الكويت – وافقت الحكومة على إنشاء منطقة حظر الطيران. صرح رئيس الوزراء البريطاني ديفيد كاميرون بأن الكويت ستقدم "مساهمة لوجستية" في الجهود العسكرية الدولية في ليبيا.
- المغرب – انخرطت الحكومة في محادثات دولية في باريس في 19 مارس لمناقشة كيفية تنفيذ تفويض الأمم المتحدة في ليبيا بعد أن صوت مجلس الأمن التابع للأمم المتحدة لمنطقة حظر طيران. وعقب اجتماع مع مبعوث من حكومة القذافي ، قال وزير الخارجية الطيب الفاسي الفهري في 18 أبريل، "يعتبر المغرب أن الحل لا يمكن أن يكون عسكريا. لا يمكن أن يكون إلا سياسيًا وتطلعيًا ويسمح للشعب الليبي بتحديد مستقبلهم بشكل ديمقراطي." وذكر الفهري أيضا أن حكومته شاركت في المؤتمرات الأخيرة مع أعضاء التحالف الدولي وحلفائه ، بما في ذلك قمة باريس ، للمساعدة في الوفاء "بالتزامها بالاحترام الكامل لسلامة أراضي ليبيا ووحدتها الوطنية".
- تونس – وقد رفضت الحكومة التونسية ما بعد الثورة الانضمام إلى العمليات العسكرية الدولية في ليبيا ، حيث قال متحدث إنها "غير واردة".[9]
- قطر – وأكدت الحكومة أنها سترسل طائرات مقاتلة تابعة لسلاح الجو القطري إلى ليبيا في 20 مارس.[1][2][10] ستقوم قطر بالمشاركة في العملية العسكرية إيمانا منها بضرورة مساهمة الدول العربية ، لأن الوضع أصبح لا يطاق في ليبيا", افاد الامير حمد بن خليفة آل ثاني.[11]
- لبنان – طرح لبنان وصوت لصالح قرار مجلس الأمن الدولي 1973 ، مدعيا أنه يتصرف نيابة عن جامعة الدول العربية.
- مصر – بعد أن صوت مجلس الأمن الدولي على إنشاء منطقة حظر طيران ليبية ، رفضت مصر الانضمام إلى التنفيذ, وإن كان لديها أكبر جيش في جامعة الدول العربية والتصويت مع تلك الهيئة لتأييد إنشاء منطقة حظر الطيران. من جهته قال وزير الخارجية نبيل العربي إن مصر اختارت البقاء خارج النزاع بسبب العدد الكبير من المواطنين المصريين في ليبيا. ووصف المرشح الرئاسي عمرو موسى ، رئيس جامعة الدول العربية ، الضربات الجوية ضد جيش القذافي لدعم تفويض الأمم المتحدة بأنها "قصف للمدنيين ... هذا أدى إلى مقتل وإصابة العديد من المدنيين الليبيين "، وقال إنه يعتزم الدعوة لعقد اجتماع طارئ لجامعة الدول العربية, يقوم العديد من أعضائها الآن بإنفاذ منطقة حظر الطيران ، للاستجابة للوضع. أفادت الصحافة الناميبية في أوائل أبريل أن مسؤولي السفارة المصرية في ويندهوك أوضحوا دعم الحكومة المصرية للقرار شريطة أن يؤدي إلى حماية المدنيين وتعزيز الديمقراطية.
- موريتانيا – ندد الرئيس محمد ولد عبد العزيز بالتدخل الدولي في ليبيا بعد أن قادت فرنسا والولايات المتحدة والمملكة المتحدة غارات جوية ضد قوات القذافي لدعم تفويض الأمم المتحدة

### الشرق الأوسط
- أذربيجان – وقد أوصى مسؤول في مكتب الرئيس إلهام علييف الحكومة بالموافقة رسمياً على قرار مجلس الأمن التابع للأمم المتحدة 1973 ، بقوله: "إن ضمان أمن المدنيين في ليبيا هو بالطبع:, مسألة مهمة", ورغم أنه اشتكى من أن الأمم المتحدة كانت تتصرف بسرعة لوقف جرائم القذافي المزعومة ، لكنها لم تبذل نفس الجهد لفرض قرارات بشأن ناغورنو كاراباخ تعتقد الحكومة الأذربيجانية أن جارتها أرمينيا قد انتهكتها.
- إسرائيل – وصرح رئيس الوزراء بنيامين نتنياهو بأن "التدخل الغربي في ليبيا سيكون له تأثير مضاعف إيجابي في إيران وأماكن أخرى في المنطقة". وكذلك قال نتنياهو "أتوقع أن يمارس العالم ضغطاً مماثلاً على إيران. إيران على الأقل مساوية لليبيا ، وأعتقد أن أهميتها أكبر." بيد أن وزير الخارجية أفيغدور ليبرمان اقترح أن تبقي إسرائيل على بعدها عن المعارضة الليبية, بينما أجرى نائب وزير تنمية النقب والجليل أيوب كارا محادثات مع الحكومة الليبية ممثلة بسيف الإسلام القذافي, لكي تضغط إسرائيل على الولايات المتحدة ضد التدخل مقابل إقامة علاقات رسمية ومساعدة ليبية في الإفراج عن أسير حماس. وتواصلت المفاوضات حتى سيطرت المعارضة على طرابلس.
- إيران – اتهم المرشد الأعلى علي خامنئي الغرب في 21 مارس "بالذهاب خلف النفط الليبي". وشدد ايضا على ان "ايران تدين بشدة سلوك الحكومة الليبية ضد شعبها والقتل والضغط على الناس وقصف مدنها... ولكنها تدين أيضا العمل العسكري في ليبيا". وذكر خامنئي أنه يدعم إرسال الوسطاء بدلاً من قصف البلاد.
- تركيا – بعد الاعتراض المبدئي للتدخل الدولي في ليبيا ، في 20 مارس, أصدرت وزارة الخارجية بيانا بعد أن صوت مجلس الأمن الدولي لفرض منطقة حظر طيران على دولة شمال أفريقيا قائلة "ستقدم تركيا المساهمة الوطنية اللازمة والمناسبة على أساس أن العملية ستحمي مصالح الشعب الليبي ... وتوفر لهم الخلاص". أقر كمال كيليشداروغلو ، الذي يقود حزب الشعب الجمهوري المعارض ، العمل العسكري الدولي في ليبيا ، قائلاً: "إذا أصدرت الأمم المتحدة مثل هذا القرار, إذاً ، اكتسبت هذه العملية [ شرعية دولية "، وأشاد بتحول رئيس الوزراء رجب طيب أردوغان نحو دعم منطقة حظر الطيران وغيرها من التدابير. بتاريخ 21 مارس ، منع ممثل تركيا لدى الناتو الحلف ، الذي نشر العديد من أعضائه بالفعل قوات في البحر الأبيض المتوسط للعمل في ليبيا, من الانضمام رسمياً إلى تطبيق منطقة حظر الطيران الليبية ، على الرغم من أن تركيا صوتت مع بقية أعضاء الناتو لفرض حظر أقل إثارة للجدل على الأسلحة. وُجِد اتفاق في نهاية المطاف من خلال مفاوضات مكثفة بين أنقرة ولندن وباريس وواشنطن ليتولى الناتو المسؤولية عن منطقة حظر الطيران أيضًا.
- قبرص – تستغل المملكة المتحدة قواعدها العسكرية في قبرص لدعم قوات التحالف التي تفرض الحصار البحري ومنطقة حظر الطيران في المسرح الليبي. يقول الرئيس ديميتريس كريستوفياس إن حكومته لا تدعم التدخل وهي غير راضية عن استخدام المملكة المتحدة للقواعد ، على الرغم من أنه اعترف بأن المملكة المتحدة لديها الحق القانوني للقيام بذلك, لأنهما يقعان داخل أراضيهما الخارجية أكروتيري وديكيليا في الجزيرة. وقد أعرب كريستوفياس سابقًا عن رغبته في إبعاد الوجود العسكري البريطاني من قبرص.